# 11605 Ранфаґні
11605 Ранфаґні (11605 Ranfagni) — астероїд головного поясу, відкритий 19 жовтня 1995 року.
Тіссеранів параметр щодо Юпітера — 3,377.